# Rutewka orlikolistna
Rutewka orlikolistna (Thalictrum aquilegiifolium L.) – gatunek roślin z rodziny jaskrowatych. Występuje w Azji (na znacznych obszarach Rosji, w Chinach, Japonii, Turcji) oraz na prawie całym obszarze Europy Jest pospolity w całej Polsce, jest również uprawiany.

## Morfologia
PokrójRoślina wieloletnia z trwałym kłączem, rosnąca pojedynczo lub w kępkach.
ŁodygaNaga, dołem pojedyncza, górą rozgałęziająca się łodyga wyrasta najczęściej na wysokość 50–100 cm. Jednak jej wysokość bardzo zależy od warunków środowiska. W trudnym wysokogórskim środowisku Tatr może mieć tylko kilka cm wysokości, w dobrych warunkach na niżu może osiągnąć nawet 150 cm.
LiścieNa jednej łodydze występuje od 2 do 4 kilkakrotnie pierzasto dzielonych liści, osadzonych naprzemianlegle. Liście mają ogonki liściowe. Dolne liście tworzą w nasadzie pochewkę otaczającą łodygę, górne mają wąski, błoniasty przylistek na rozgałęzieniach ogonka.
KwiatyWyrastają na długich szypułkach z kątów liści i zebrane są w kwiatostan typu wiecha. Pojedyncze kwiatki są drobne, składają się z 4 działek, kilku słupków i bardzo wielu pręcików. Kwiatostany mają kolor biały lub różowofioletowy. Płatki korony opadają szybko. Kwiaty bez miodników. Największą ozdobą kwiatów są fioletowe lub fioletowo-różowe pręciki, górą maczugowato zgrubione, które wyglądają, jak puszysta kulka.
OwocTrójkanciaste, oskrzydlone niełupki na długich trzonkach.

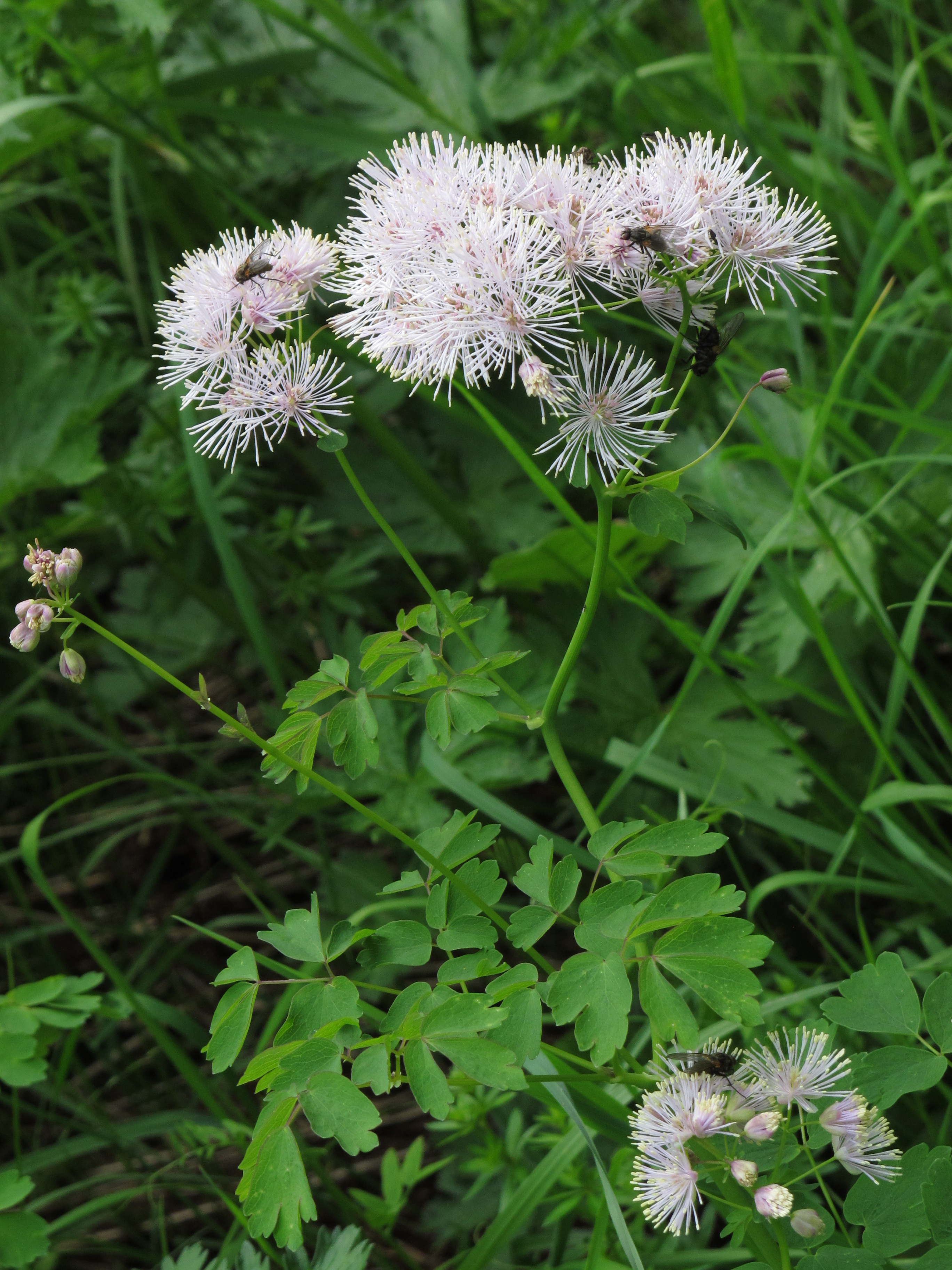
Pokrój
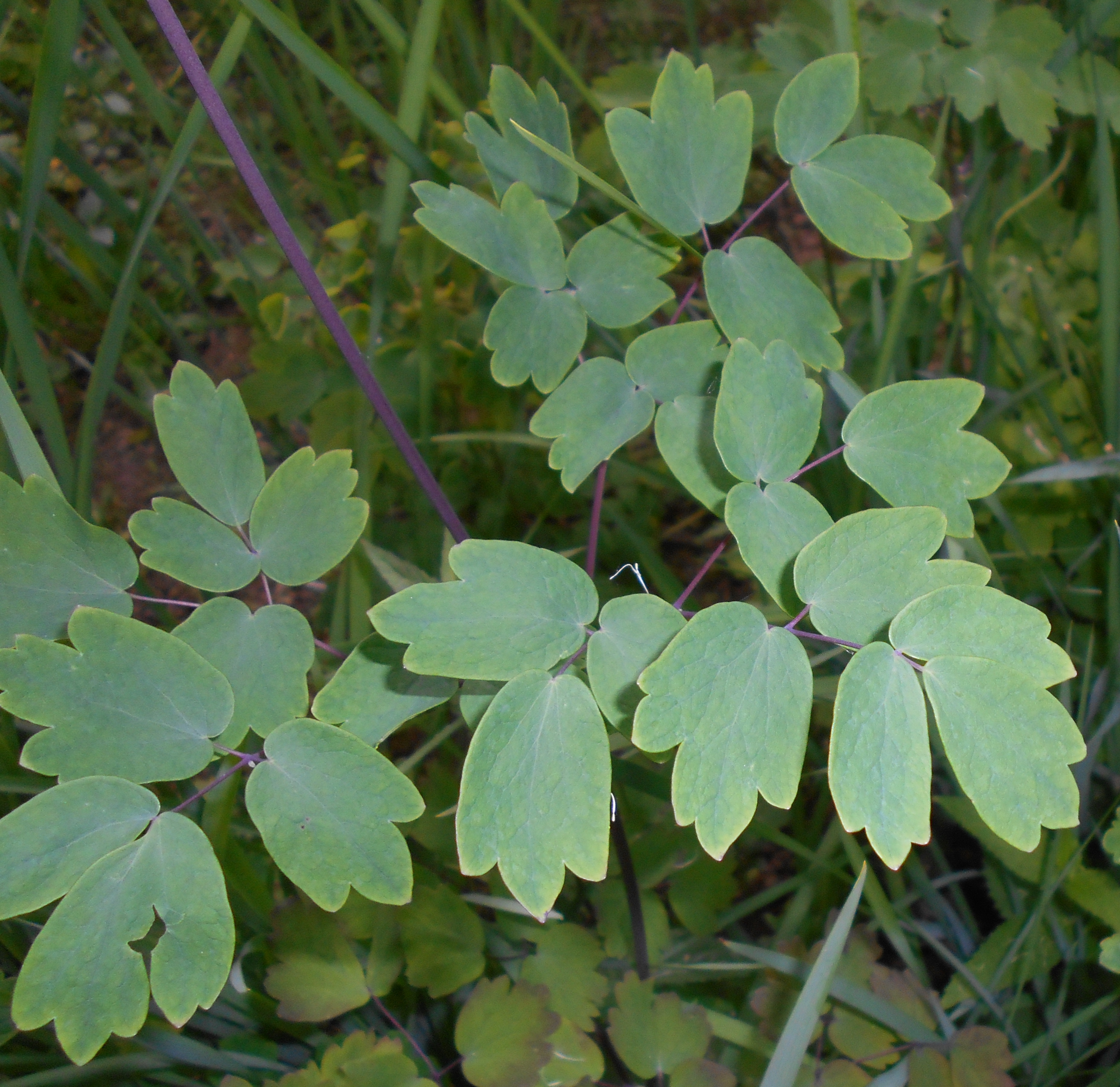
Liść
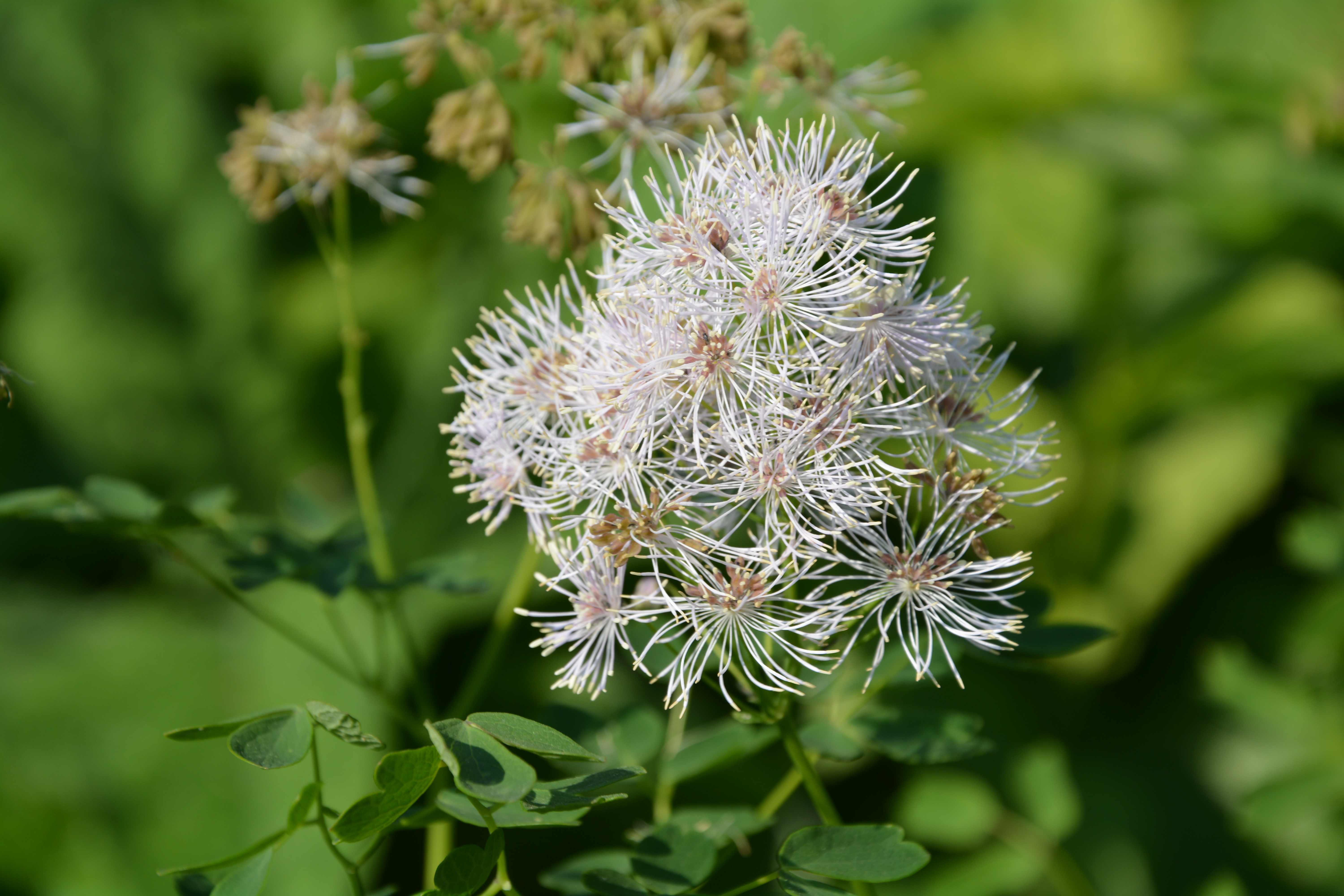
Kwiatostan
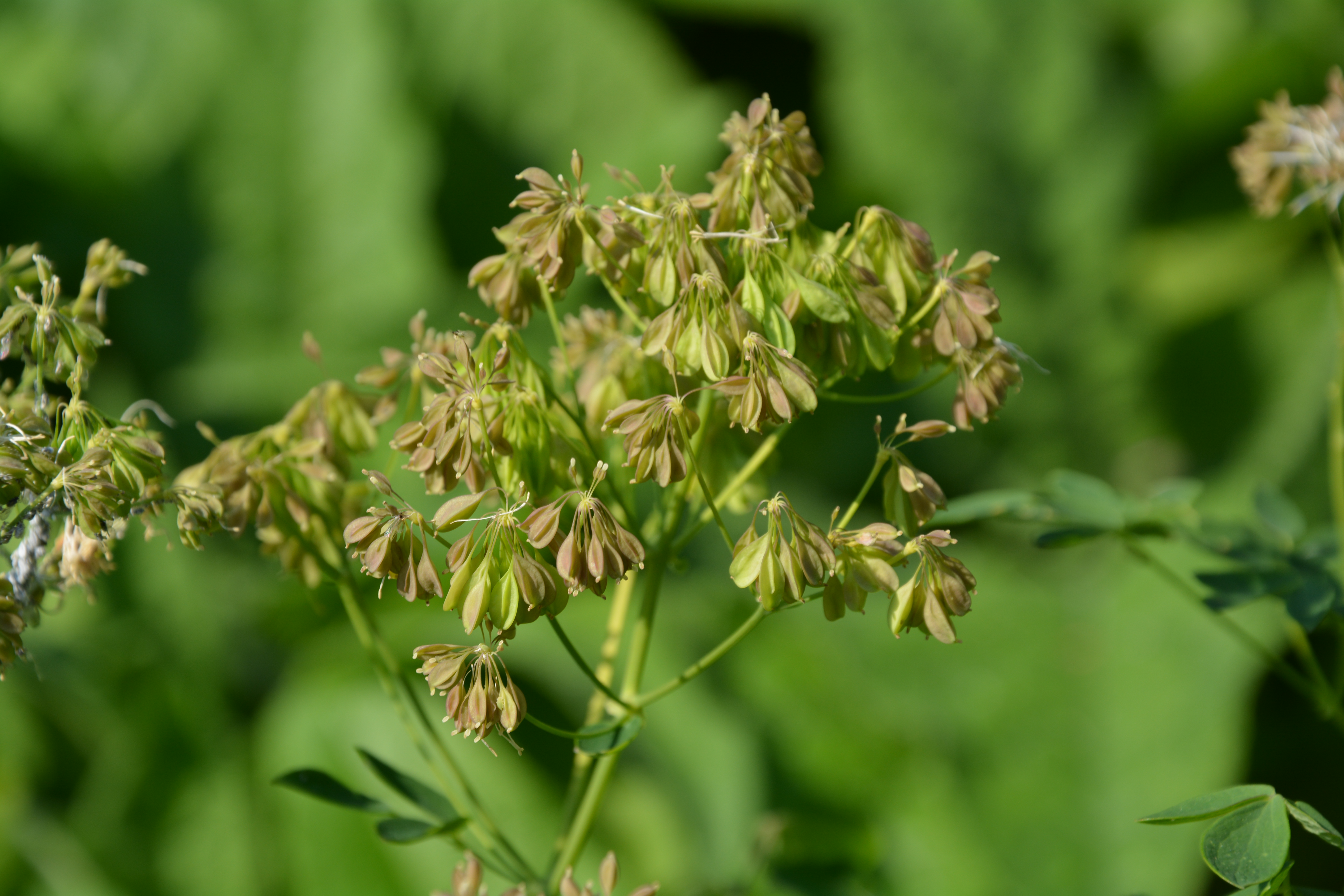
Owoce

## Biologia i ekologia
Bylina, hemikryptofit. Wydziela, szczególnie pod wieczór, przyjemny i bardzo silny zapach, podobny do zapachu konwalii. Jej przedsłupne kwiaty zapylane są przez owady lub przez wiatr, mogą być również samopylne. Kwitnie od maja do czerwca. Rośnie w wilgotnych lasach i małych zaroślach, na łąkach, nad potokami w ziołoroślach. W Tatrach jest rośliną pospolitą, dochodzi do wysokości 1827 m n.p.m. Jest gatunkiem charakterystycznym dla klasy (Cl.) Betulo-Adenostyletea.

## Zastosowanie i uprawa
- Jest uprawiana jako roślina ozdobna na rabatach. Jest w pełni mrozoodporna, może rosnąć na stanowisku słonecznym lub półcienistym, na przepuszczalnej glebie[7]. Rozmnaża się przez podział rozrośniętych kęp wczesną wiosną lub przez wysiew nasion jesienią[7].
- Liści tej rośliny używano dawniej do barwienia wełny na żółto[5].